# Liste der Olympiasieger im Volleyball/Medaillengewinner
Diese Liste ist Teil der Liste der Olympiasieger im Volleyball. Sie listet alle Sieger, zweit- und drittplatzierten Mannschaften mit dem vollständigen Kader der bisherigen olympischen Volleyballturniere auf.

## Wettbewerbe
| Olympia | Gold | Silber | Bronze |
| ------- | --- | --- | --- |
| 1964    | SowjetunionJuri Tschesnokow Waleri Kalatschichin Georgi Mondsolewski Jurij Pojarkow Ivans Bugajenkovs Nikolai Burobin Witali Kowalenko Eduard Sibirjakow Dmitri Woskoboinikow Jurij Wenherowskyj Wascha Katscharawa Staņislavs Lugailo      | TschechoslowakeiVáclav Šmídl Josef Šorm Zdeněk Huhmal Josef Labuda Josef Musil Petr Kop Milan Cuda Karel Paulus Bohumil Golián Boris Perušič Pavel Schenk Ladislav Toman                                                        | JapanYutaka Demachi Naohiro Ikeda Toshiaki Kosedo Tsutomu Koyama Masayuki Minami Teruhisa Moriyama Katsutoshi Nekoda Yasutaka Satō Sadatoshi Sugahara Yūzo Nakamura Takeshi Tokutomi Tokihiko Higuchi                                     |
| 1968    | SowjetunionEduard Sibirjakow Wiktor Mychaltschuk Borys Tereschtschuk Wolodymyr Iwanow Jewgeni Lapinski Wolodymyr Bjeljajew Jurij Pojarkow Ivans Bugajenkovs Oļegs Antropovs Vasilijus Matuševas Waleri Krawtschenko Georgi Mondsolewski     | JapanMasayuki Minami Katsutoshi Nekoda Mamoru Shiragami Isao Koizumi Kenji Kimura Yasuaki Mitsumori Jungo Morita Tadayoshi Yokota Seiji Ōko Tetsuo Satō Kenji Shimaoka Naohiro Ikeda                                            | TschechoslowakeiZdeněk Groessl Josef Smolka Antonin Procházka Pavel Schenk Lubomír Zajíček Vladimír Petlák Petr Kop Frantisek Sokol Drahomír Koudelka Bohumil Golián Jiří Svoboda Josef Musil                                             |
| 1972    | JapanKatsutoshi Nekoda Kenji Kimura Jungo Morita Seiji Ōko Tadayoshi Yokota Kenji Shimaoka Tetsuo Nishimoto Yoshihide Fukao Yūzo Nakamura Yasuhiro Noguchi Masayuki Minami Tetsuo Satō                                                      | DDRSiegfried Schneider Rudi Schumann Arnold Schulz Rainer Tscharke Eckehard Pietzsch Wolfgang Webner Wolfgang Weise Wolfgang Löwe Jürgen Maune Horst Peter Horst Hagen Wolfgang Maibohm                                         | SowjetunionWaleri Krawtschenko Jefim Tschulak Wladimir Putjatow Wladimir Patkin Leonid Saiko Juri Starunski Jewhen Lapynskyj Jurij Pojarkow Wjatscheslaw Domani Alexander Saprykin Wiktor Borschtsch Wladimir Kondra                      |
| 1976    | PolenWlodzimierz Stefanski Bronislaw Bebel Lech Lasko Edward Skorek Tomasz Wójtowicz Wieslaw Gawlowski Miroslaw Rybaczewski Zbigniew Lubiejewski Ryszard Bosek Wlodzimierz Sadalski Zbigniew Zarzycki Marek Karbarz                         | SowjetunionAnatolij Polischtschuk Wjatscheslaw Saizew Jefim Tschulak Wladimir Dorochow Alexander Jermilow Pāvels Seļivanovs Oleh Molyboha Wladimir Kondra Juri Starunski Wladimir Tschernyschow Wladimir Ulanow Alexander Sawin | KubaLeonel Marshall senior Victoriano Sarmientos Ernesto Martínez Víctor García Carlos Salas Raúl Vilches Jesús Savigne Lorenzo Martínez Diego Lapera Antonio Rodríguez Alfredo Figueredo Jorge Pérez Vento                               |
| 1980    | SowjetunionWjatscheslaw Saizew Alexander Jermilow Pāvels Seļivanovs Alexander Sawin Jurij Pantschenko Oleh Molyboha Viljar Loor Fedir Laschtschonow Walerij Krywow Wladimir Kondra Wladimir Dorochow Wladimir Tschernyschow                 | BulgarienStojan Guntschew Dimitar Slatanow Christo Stojanow Dimitar Dimitrow Zano Zanow Stefan Dimitrow Petko Petkow Mitko Todorow Kaspar Simeonow Emil Waltschew Christo Iliew Jordan Angelow                                  | RumänienCorneliu Chifu Marius Chițiga Laurențiu Dumănoiu Günther Enescu Dan Gîrleanu Sorin Macavei Cornel Oros Nicolae Pop Constantin Sterea Nicu Stoian Florin Mina Viorel Manole                                                        |
| 1984    | Vereinigte StaatenDusty Dvorak Dave Saunders Steve Salmons Paul Sunderland Rich Duwelius Marc Waldie Steve Timmons Craig Buck Chris Marlowe Aldis Berzins Pat Powers Charles Kiraly                                                         | BrasilienAmauri Badalhoca Bernard Bernardo Rezende Domingos Maracanã Fernandão Marcus Vinícius Montanaro Renan Rui William Xandó                                                                                                | ItalienFranco Bertoli Francesco Dall’Olio Giancarlo Dametto Giovanni Errichiello Gianni Lanfranco Andrea Lucchetta Pier Paolo Lucchetta Guido De Luigi Marco Negri Piero Rebaudengo Paolo Vecchi Fabio Vullo                              |
| 1988    | Vereinigte StaatenCraig Buck Robert Ctvrtlik Scott Fortune Charles Kiraly Ricci Luyties Douglas Partie Jonathan Root Eric Sato Dave Saunders Jeffrey Stork Troy Tanner Steve Timmons                                                        | SowjetunionJaroslaw Antonow Juri Tscherednik Jewgeni Krassilnikow Andrei Kusnezow Waleri Lossew Jurij Pantschenko Igor Runow Juri Sapega Wladimir Schkurichin Alexander Sorokolet Raimonds Vilde Wjatscheslaw Saizew            | ArgentinienDaniel Jorge Castellani Daniel Colla Hugo Nestor Conte Juan Carlos Cuminetti Esteban De Palma Alejandro Diz Waldo Ariel Kantor Eduardo Esteban Martínez Raul Nicolas Quiroga Jon Emili Uriarte Carlos Weber Claudio Zulianello |
| 1992    | BrasilienAmauri Ribeiro Antônio Carlos Gouveia Douglas Chiarotti Giovane Gávio Janelson Carvalho Jorge Edson Brito Maurício Lima Marcelo Negrão Paulo André Silva André Ferreira Talmo Oliveira Alexandre Ramos Samuel                      | NiederlandeEdwin Benne Peter Blangé Ron Boudrie Henk Jan Held Martin van der Horst Marko Klok Olof van der Meulen Jan Posthuma Avital Selinger Martin Teffer Ronald Zoodsma Ronald Zwerver                                      | Vereinigte StaatenNick Becker Carlos Briceno Robert Ctvrtlik Scott Fortune Dan Greenbaum Brent Hilliard Bryan Ivie Douglas Partie Bob Samuelson Eric Sato Jeffrey Stork Steve Timmons                                                     |
| 1996    | NiederlandeMisha Latuhihin Henk Jan Held Brecht Rodenburg Guido Görtzen Richard Schuil Ronald Zwerver Bas van de Goor Jan Posthuma Olof van der Meulen Peter Blangé Rob Grabert Mike van de Goor                                            | ItalienLorenzo Bernardi Vigor Bovolenta Marco Bracci Luca Cantagalli Andrea Gardini Andrea Giani Pasquale Gravina Marco Meoni Samuele Papi Andrea Sartoretti Paolo Tofoli Andrea Zorzi                                          | BR JugoslawienVladimir Batez Dejan Brdović Đorđe Đurić Andrija Gerić Nikola Grbić Vladimir Grbić Rajko Jokanović Slobodan Kovač Đula Mešter Željko Tanasković Žarko Petrović Goran Vujević                                                |
| 2000    | BR JugoslawienIvan Miljković Vladimir Grbić Goran Vujević Andrija Gerić Djula Mešter Nikola Grbić Vladimir Batez Slobodan Boškan Slobodan Kovač Vasa Mijić Veljko Petković Igor Vušurović                                                   | RusslandSergei Tetjuchin Igor Schulepow Roman Jakowlew Ilja Saweljew Ruslan Olichwer Alexei Kuleschow Alexander Gerassimow Alexei Kasakow Wadim Chamutskich Konstantin Uschakow Waleri Gorjuschew Jewgeni Mitkow                | ItalienAndrea Gardini Marco Meoni Pasquale Gravina Luigi Mastrangelo Paolo Tofoli Samuele Papi Andrea Sartoretti Marco Bracci Simone Rosalba Mirko Corsano Andrea Giani Alessandro Fei                                                    |
| 2004    | BrasilienDante Guimarães Amaral Nalbert Bitencourt Gustavo Endres Ricardo Garcia Giovane Gávio Gilberto Godoy Filho André Heller Maurício Lima André Nascimento Anderson Rodrigues Rodrigo Santana Sérgio Santos                            | ItalienMatej Černič Alberto Cisolla Paolo Cozzi Alessandro Fei Andrea Giani Luigi Mastrangelo Samuele Papi Damiano Pippi Andrea Sartoretti Wenzeslaw Simeonow Paolo Tofoli Valerio Vermiglio                                    | RusslandPawel Abramow Sergei Baranow Taras Chtei Stanislaw Dineikin Andrei Jegortschew Alexei Kasakow Vadim Kamutskitsch Alexander Kossarew Alexei Kuleschow Sergei Tetjuchin Konstantin Uschakow Alexei Werbow                           |
| 2008    | Vereinigte StaatenLloy Ball Gabe Gardner Kevin Hansen Tom Hoff Richard Lambourne David Lee Ryan Millar Reid Priddy Sean Rooney Riley Salmon Clayton Stanley Scott Touzinsky                                                                 | BrasilienBruno Rezende Marcelo Elgarten André Heller Samuel Fuchs Gilberto Godoy Filho Murilo Endres André Nascimento Sérgio Santos Anderson Rodrigues Gustavo Endres Rodrigo Santana Dante Guimarães Amaral                    | RusslandJuri Bereschko Wadim Chamutzkich Sergei Grankin Alexander Kornejew Alexander Kossarew Alexei Kuleschow Maxim Michailow Alexei Ostapenko Semjon Poltawski Sergei Tetjuchin Alexei Werbow Alexander Wolkow                          |
| 2012    | RusslandNikolai Apalikow Juri Bereschko Alexander Butko Sergei Grankin Dmitri Iljinych Taras Chtei Maxim Michailow Dmitri Muserski Alexei Obmotschajew Alexander Sokolow Sergei Tetjuchin Alexander Wolkow                                  | BrasilienSérgio Santos Rodrigo Santana Lucas Saatkamp Ricardo García Dante Guimarães Amaral Bruno Rezende Leandro Vissotto Neves Gilberto Godoy Filho Murilo Endres Wallace de Souza Sidnei dos Santos Thiago Soares Alves      | ItalienAndrea Bari Emanuele Birarelli Dante Boninfante Alessandro Fei Andrea Giovi Michal Lasko Luigi Mastrangelo Samuele Papi Simone Parodi Cristian Savani Dragan Travica Ivan Zaytsev                                                  |
| 2016    | BrasilienWilliam Arjona Mauricio Borges Almeida Silva Éder Carbonera Wallace de Souza Sérgio Santos Evandro Guerra Ricardo Lucarelli Santos de Souza Luiz Felipe Marques Fonteles Bruno Rezende Lucas Saatkamp Douglas Souza Mauricio Souza | ItalienOleg Antonov Emanuele Birarelli Simone Buti Massimo Colaci Simone Giannelli Osmany Juantorena Filippo Lanza Matteo Piano Salvatore Rossini Pasquale Sottile Luca Vettori Ivan Zaytsev                                    | Vereinigte StaatenMatthew Anderson Maxwell Holt Micah Christenson Aaron Russell Taylor Sander Thomas Jaeschke David Lee Erik Shoji William Priddy Murphy Troy Kawika Shoji David Smith                                                    |
| 2020    | FrankreichStephen Boyer Antoine Brizard Daryl Bultor Barthélémy Chinenyeze Trévor Clévenot Jenia Grebennikov Nicolas Le Goff Yacine Louati Earvin N’Gapeth Jean Patry Kévin Tillie Benjamin Toniutti                                        | ROCDenis Bogdan Walentin Golubew Iwan Jakowlew Jegor Kljuka Igor Kobsar Iljas Kurkajew Maxim Michailow Pawel Pankow Jaroslaw Podlesnych Wiktor Poletajew Dmitri Wolkow Artjom Wolwitsch                                         | ArgentinienFacundo Conte Santiago Danani Luciano De Cecco Agustín Loser Bruno Lima Nicolás Méndez Ezequiel Palacios Federico Pereyra Cristian Poglajen Martín Ramos Matías Sánchez Sebastián Solé                                         |
| 2024    | FrankreichAntoine Brizard Barthélémy Chinenyeze Trévor Clévenot Théo Faure Jenia Grebennikov Quentin Jouffroy Nicolas Le Goff Yacine Louati Earvin N’Gapeth Jean Patry Kévin Tillie Benjamin Toniutti                                       | PolenMateusz Bieniek Tomasz Fornal Norbert Huber Marcin Janusz Łukasz Kaczmarek Jakub Kochanowski Bartosz Kurek Wilfredo León Grzegorz Łomacz Kamil Semeniuk Aleksander Śliwka Paweł Zatorski                                   | Vereinigte StaatenMatt Anderson Taylor Averill Micah Christenson Torey DeFalco Maxwell Holt Thomas Jaeschke Jeffrey Jendryk Micah Maʻa Garrett Muagututia Aaron Russell Erik Shoji David Smith                                            |